# 양순열
양순열(梁順烈, 영어: Yang Soon-yeal, 1959년 11월 26일~)은 대한민국의 미술가로, 회화와 조각 등 다양한 장르를 넘나드는 멀티미디어 아티스트이다. 존재와 사물 일반에 대한 깊은 시적 공감과 연관된 작품들을 평생에 걸쳐 작업해왔고, 특히 확장된 모성의 회복을 통해 이 시대가 처한 위기의 극복과, 인간/사물/자연 사이의 영적 교감의 가능성을 탐색하는 다양한 작품을 창작하였다. 대표작품으로 오똑이(Ottogi), 호모 사피엔스Homo Sapiens 등이 있다.

## 학력
- 1995 효성여자대학교(現 대구가톨릭대학교) 대학원 동양화 전공 석사
- 1992 효성여자대학교(現 대구가톨릭대학교) 미술대학 회화과 동양화 전공 학사

## 경력
- 1966-2006 대구가톨릭대학교 미술대학 동양화과 강의 및 겸임교수

## 개인전
- 2024-2025 정, ENHAUT environnement + art Rougemont, Switzerland
- 2024 예술을 그리다, 문화공원, 안동
- 2023 별이 빛나기 까지, 경북교육청 갤러리, 안동
- 2023 오똑이, 무지개가 나타났다: 사랑의 바다, 갤러리인사 1010, 서울
- 2022 어머니, 오똑이를 세우다, 학고재, 서울
- 2022 현현 이피퍼니, 국회의원회관, 서울
- 2021 현현 이피퍼니, 인디프레스, 서울
- 2021 양순열: 대모신(大母神)-오똑이, 경북도청 동락관, 안동
- 2019 애니마/애니머스 오뚜기, 엘가 위머 PCC 갤러리, 뉴욕
- 2019 본 랩소디 인 하이포스테이시스, 자하미술관 서울
- 2018 랩소디 인 레드, 엘가 위머 PCC 갤러리, 뉴욕
- 2017 양스 위먼 위드아웃 마이 암스 투 언더스탠드, 쿤스튜틀린 알크마르, 암스테르담, 네덜란드
- 2017 메이크 어 저니 투 더 마더스 포레스트, 데 아미스 갤러리, 바우트리험, 네덜란드
- 2016 그립다, 하멜기념관, 호리쿰, 네덜란드
- 2015 어머니 꽃 나들이, 객주문학관, 청송
- 2014 겨울편지, 포스코 갤러리, 포항
- 2012 비욘드 비욘드, 미주리대 갤러리, 미국
- 2011 상상세계의 문설주에 기대다, 호텔 인터불고 아트 갤러리, 대구
- 2011 시간의 바다를 깨우다, 갤러리 아트링크, 서울
- 2007 호모 사피언스, 학고재, 서울
- 2005 화심, 학고재, 서울
- 2003 세계일화, 마로니에 화랑, 교토
- 2003 세계일화, 원미갤러리, 대구
- 2002 세계일화, 원미갤러리, 대구
- 1996 양순열, 벽아미술관, 대구

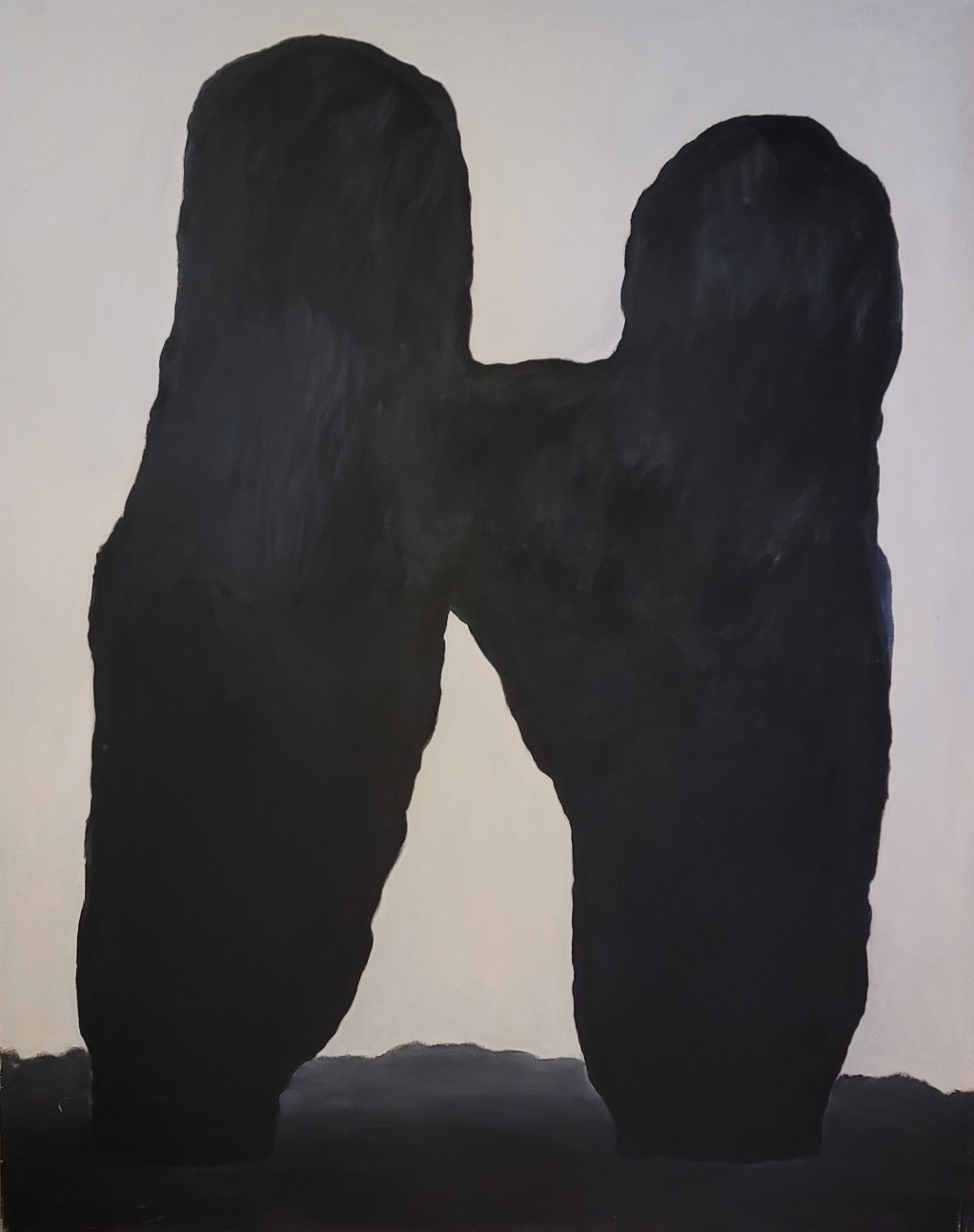
Homo Sapiens 6, 160 x 130cm, Oil on canvas, 2004
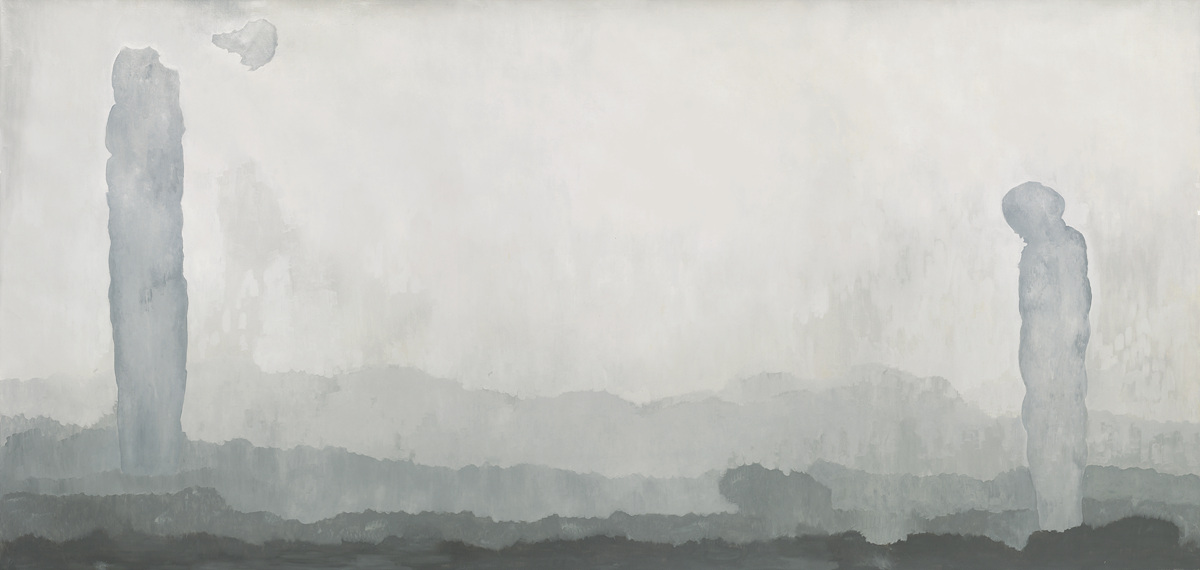
Homo Sapiens – The Adoration, 214 x 446cm, Oil on canvas, 2006
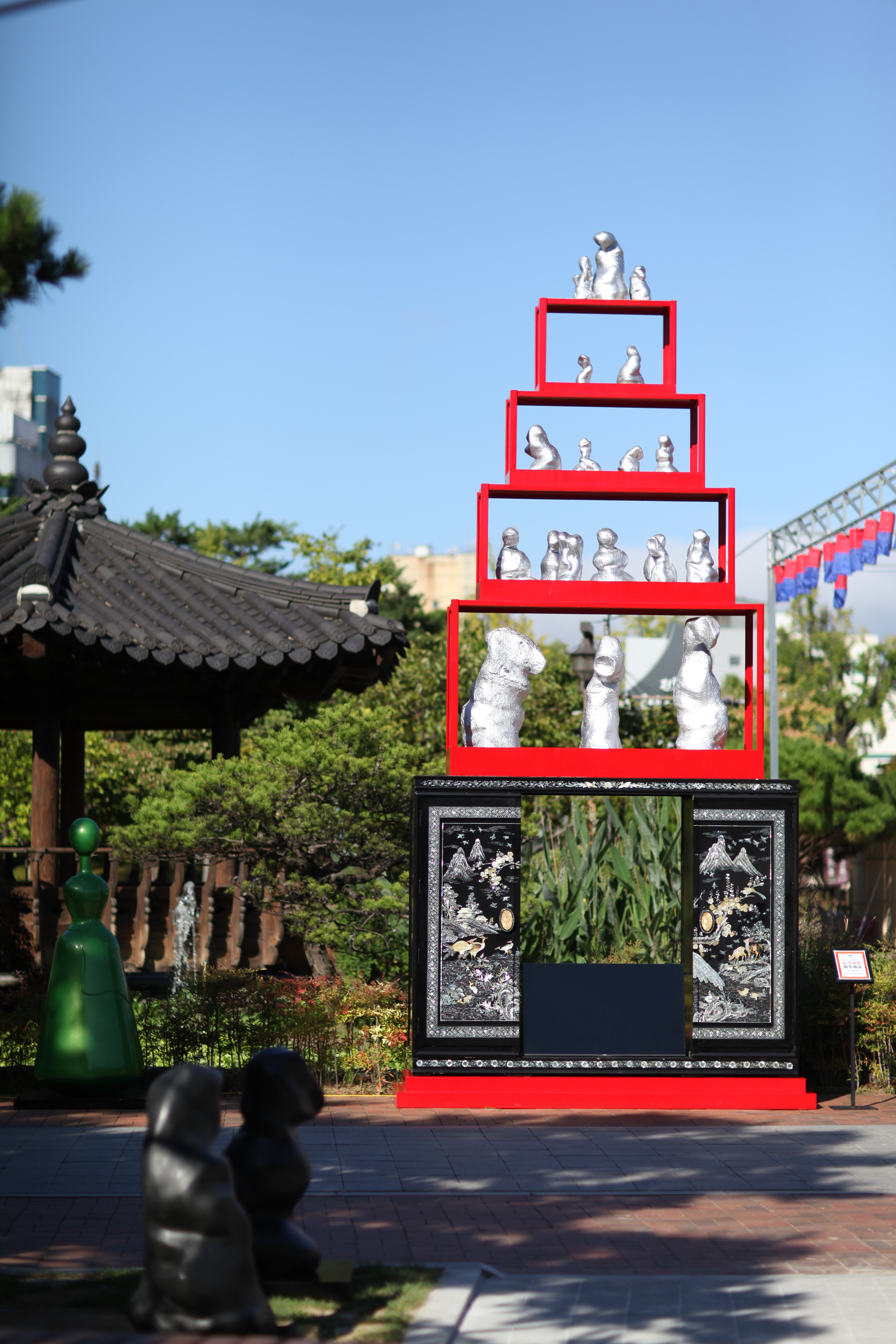
Homo Sapiens Installation, 280 x 168 x 600cm, Video, Korean traditional mother-of-pearl furniture, wood, form, car paint
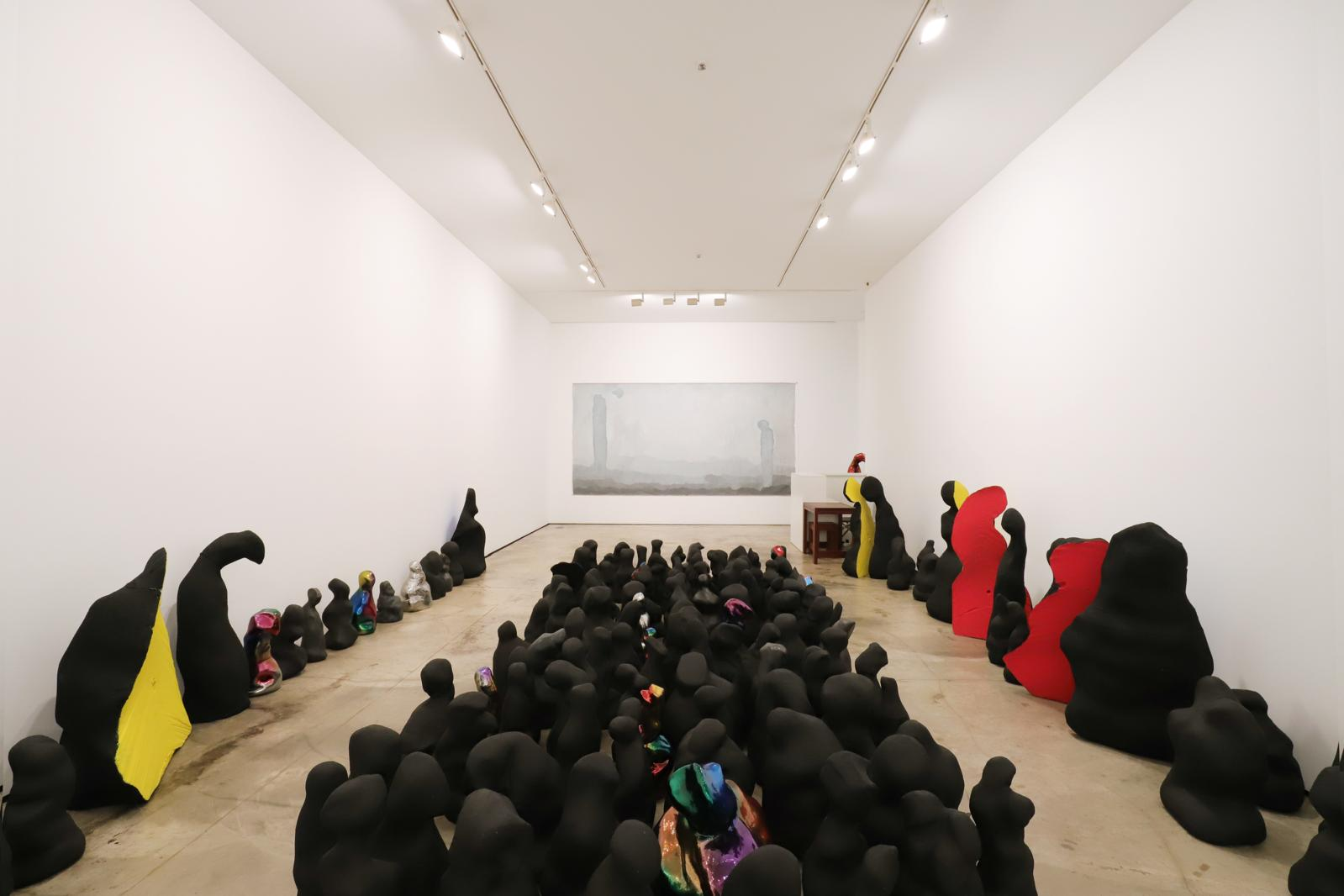
Installation View of ‘Mother, The Force That Raises Motherly Ottogi’ Exhibition, Hakgojae Gallery, Aug. 26 – Sep. 25, 2022
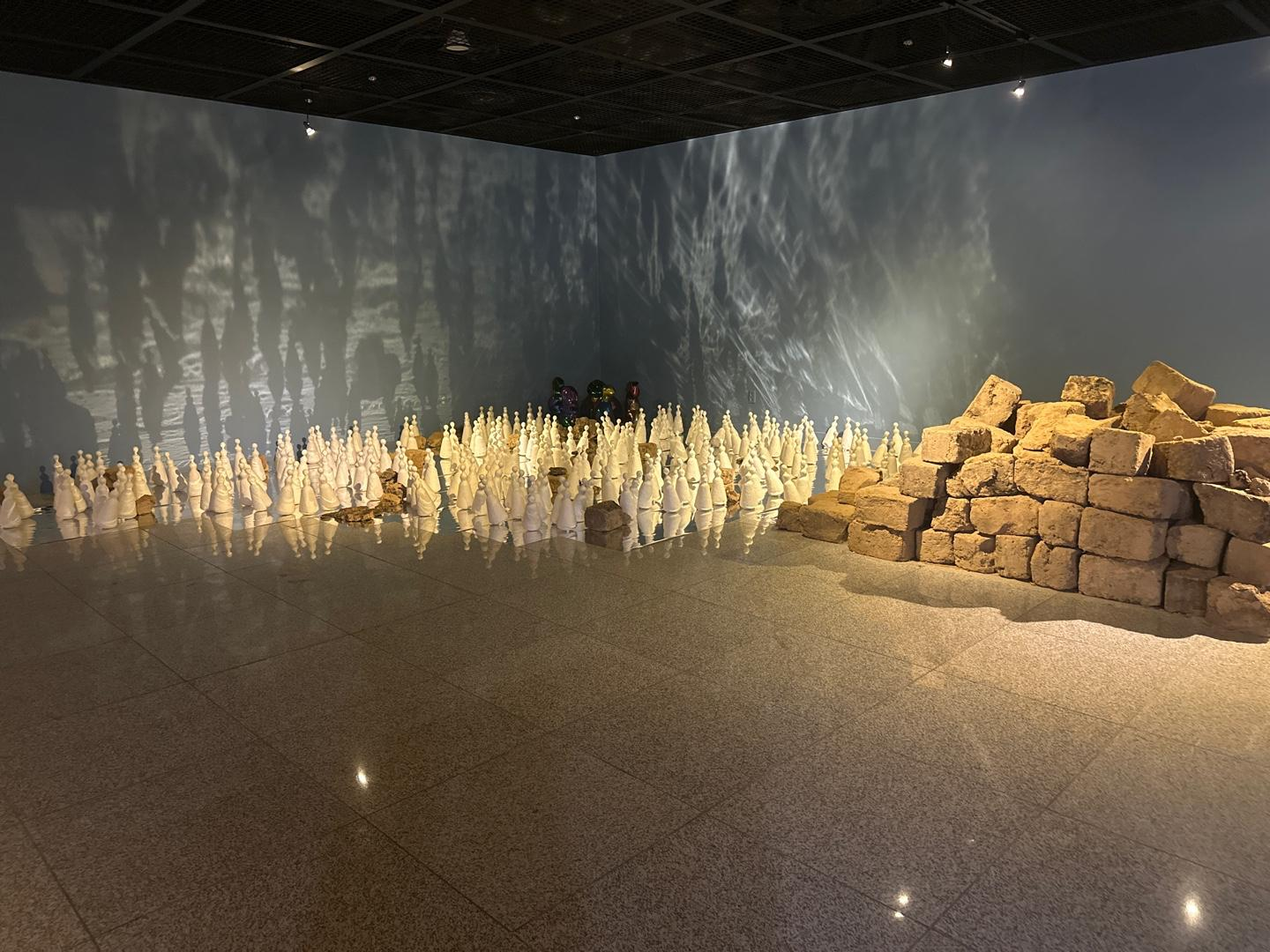
Installation, mud bricks, 280 pieces of Ottogi in Korean paper (28cm (h)). Exhibition View of  ‘Motherhood 母性’, Sookmyung Women’s University Moonshin Art Museum, Seoul, 2023
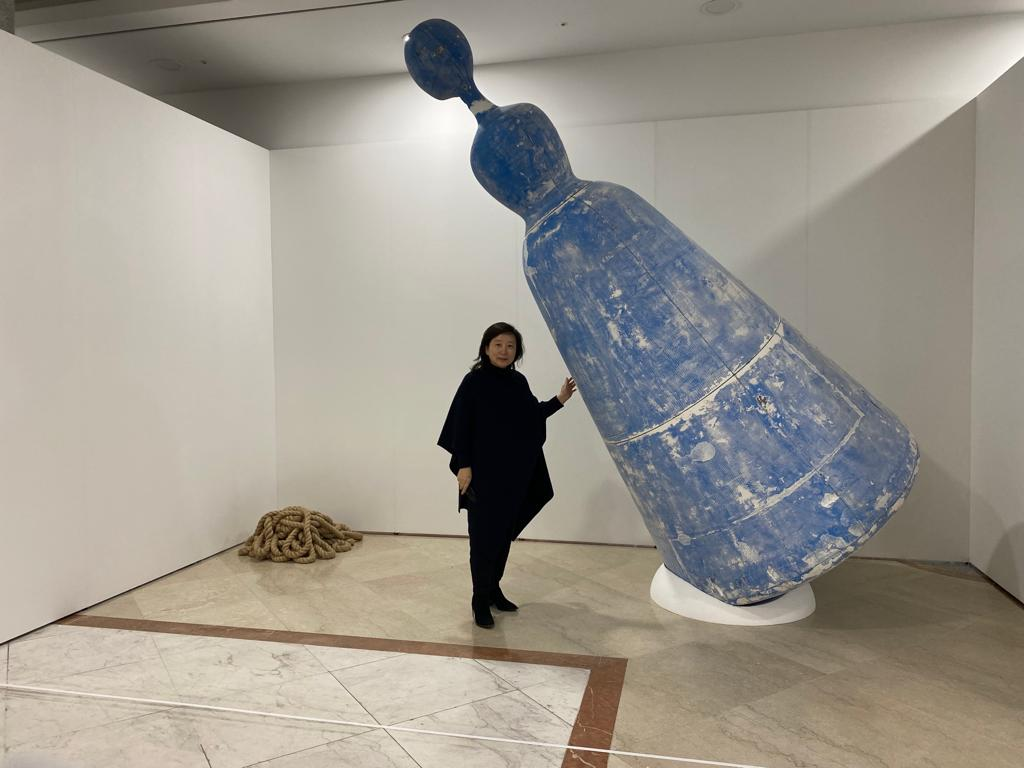
Ottogi, 360cm(h), car paint on resin form. Installation view of ‘Epiphany’ at the National Assembly Member’s Building, Seoul, 2022
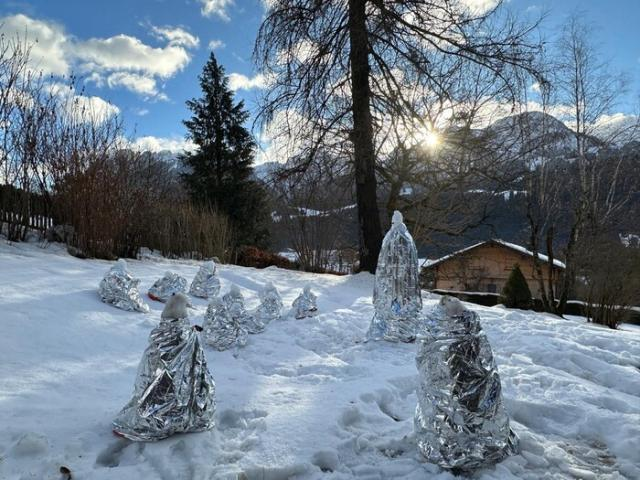
Breath of Nature, Path of Humanity 1, Performance, Snow, silver foils for rescue, Château-d’Oex, Switzerland

## 단체전
- 2024 비욘드 더 랜드 생명의 땅, 갤러리 리마, 파르나스 호텔, 제주
- 2024 잘 지내나요?, 경기도 미술관, 경기도
- 2024 서울아트위크 송현공원 특별전 ‘땅을 딛고 - 송현’
- 2023 잘 지내나요?, 경기도 미술관, 경기도
- 2023 서울아트위크 송현공원 특별전 ‘땅을 딛고 - 송현’
- 2023 모성 (母性), 숙명여대 문신미술관, 서울
- 2022 사물을 대하는 태도, 문화역서울 284, 서울
- 2022 미술의 공진화: 함께 진화한다, 달성 대구현대미술제, 강정보 디아크 광장, 대구
- 2019 어 퓨 오브 마이 페이보릿 띵스, 엘가 위머 PCC 갤러리, 뉴욕
- 2019 (고) 김윤수선생님 1주년추모, 가나아트센터 옥션홀
- 2016 리마인드 하멜 워스 데어, WTC 아트 갤러리, 로테르담, 네덜란드
- 2017 리마인드 하멜 워스 데어, WTC 아트 갤러리, 로테르담, 네덜란드 이외 100여회

## 출판
- 『어머니』(골드썬, 2015)
- 『시간의 숲 공간의 숲이 있었다』(골드썬, 2014)
- 『Yang Soon Yeal: Art is an adventure that never stays the same』(골드썬, 2013)
- 『시간의 바다를 깨우다』(골드썬, 2011)
- 『시간의 가지에 꽃피다』(골드썬, 2009)
- 『호모 사피엔스』(오늘, 2007)

## 수상
- 2020 제 40회 한국예술평론가협의회 최우수예술가상 수상[4]
- 2010 현대미술 55인 선정 작가 수상, 예술의전당, 서울[5]
- 1997 제 3회 한국일보 청년작가 백상미술상 수상

## 소장
- 호암미술관
- 여의도 파크원
- 주우크라이나 대한민국 대사관
- 경상북도청[6]
- 핸드릭 하멜 뮤지엄, 호린험, 네덜란드[7]
- 포스코미술관[8]
- 객주 문학관, 경북 청송[9]
- 경상북도경찰청